# نوربيرتو بيلوفو
نوربيرتو بيلوفو (بالإسبانية: Norberto Peluffo) هو مدرب كرة قدم ولاعب كرة قدم كولومبي في مركز الوسط، ولد في 26 مايو 1958 في إدارة سانتاندير في كولومبيا. شارك مع منتخب كولومبيا لكرة القدم. أما مع النوادي، فقد لعب مع أتلتيكو ناسيونال ونادي ميلوناريوس.

## وصلات خارجية
- نوربيرتو بيلوفو على موقع الاتحاد الدولي (مؤرشف)  (الإنجليزية)
- نوربيرتو بيلوفو على موقع قاعدة بيانات كرة القدم.إي يو (الإنجليزية)
- نوربيرتو بيلوفو على موقع ناشيونال فوتبول تيمز (الإنجليزية)
- نوربيرتو بيلوفو على موقع أوليمبيديا (الإنجليزية)